# Anno 1345: l'impossibile crociata
Anno 1345: l'impossibile crociata (High Crusade – Frikassee im Weltraum) è un film del 1994 diretto da Klaus Knoesel e Holger Neuhäuser. È una commedia fantascientifica di ambientazione medioevale basata sul romanzo Crociata spaziale (The High Crusade, 1960) di Poul Anderson.

## Trama
Alcuni crociati si trovano di fronte ad una nave aliena, guidata da alcuni esseri con cui stringono alleanza, con essi combatteranno a Gerusalemme.
Gli infedeli al loro arrivo dal cielo se la danno a gambe.

## Produzione
In precedenza anche George Pal si era interessato al romanzo di Anderson per ricavarne una trasposizione cinematografica, ma la morte del regista aveva interrotto il progetto.